# Pangio semicincta
Pangio semicincta (hay còn được gọi là half banded kuhli loach) là một loài cá vây đôi (tên tiếng Anh: the ray-finned fish) nằm trong chi Pangio. Nó sống trong những con suối của khu vực Malesia (khu vực sinh-địa lí học ở Đông Nam Á, nhưng bán đảo Đông Dương và các nước giáp với nó không nằm trong đó.). Chúng là những cá thể nhỏ và dài, sống ở trong các hốc đá, dưới những tảng đá to, các hốc cây, dưới thân cây gỗ và luôn luôn tránh ánh sáng mặt trời. Trong bể cá, chúng cần một tảng đá hoặc một cái vỏ dừa khô đặt dưới đáy để làm nơi trú ẩn. Ngoài ra, đây còn là một trong những sinh vật cần thiết để làm sạch các thức ăn thừa, xác bã, mảnh vụn hữu cơ ở tầng đáy.
Thức ăn của loài cá này thường là các loài giáp xác nhỏ và côn trùng. Tuy nhiên, nếu thiếu thức ăn, nó cũng có thể ăn sâu và các loại giun giống ở trong bùn.
Pangio semicincta là loài đẻ trứng nhưng số lượng trứng của chúng sinh ra thì không rõ. Chiều dài của cá thể trưởng thành dao động từ 8–9 cm.
Mức độ bảo tồn của loài này là ít được được quan tâm, do ngoài giá trị thực phẩm và để làm cảnh ra thì hiện tại người ta vẫn chưa phát hiện ra giá trị khác nằm ở nó cả.
Vào năm 1940, nhà ngư học Alec Fraser-Brunner đã mô tả nó trong những tài liệu của mình.